# Consell General de Còrsega del Sud
Consell general de Còrsega del Sud era l'assemblea deliberant del departament francès de Còrsega del Sud, col·lectivitat territorial descentralitzada. La seu es trobava a Ajaccio.

## El President
El President del Consell general de Còrsega del Sud és Jean-Jacques Panunzi (UMP) des del 10 d'agost de 2006.

### Antics Presidents
- Roland Francisci (UMP), de 4 d'abril de 2004 a 10 d'agost de 2006 (mort)

## Els vicepresidents
- Jacques Billard, 1r vicepresident
- Pierre-Jean Luciani, 2n vicepresident encarregat de la cohesió social i sanitat
- Pierre-Paul Luciani, 3r vicepresident encarregat de finances i administració.
- Michel Pinelli, 4t vicepresident encarregat d'obres públiques i transports
- Jean Casili, 5è vicepresident
- Pierre Cau, 6è vicepresident

## Els Consellers generals
Le Consell general de Còrsega del Sud comprèn 22 consellers generals corresponents als 22 cantons de Còrsega del Sud.
| Grup                          | Nombre de consellers generals | President del Grup | Estatut    |
| ----------------------------- | ----------------------------- | ------------------ | ---------- |
| Grup UMP i divers droite      | 13                            |                    | Majoritari |
| Grup Radicals i divers gauche | 9                             |                    | Oposició   |

| Partit                        | Sigla | Electes |
| ----------------------------- | ----- | ------- |
| Oposició                      |       |         |
| Partit Radical d'Esquerra     | PRG   | 1       |
| Divers Gauche                 | DVG   | 8       |
| Majoria                       |       |         |
| Unió pel Moviment Popular     | UMP   | 6       |
| Divers Droite                 | DVD   | 5       |
| Divers                        |       |         |
| Nacionalistes                 | DIV   | 2       |
| President del Consell General |       |         |
| Jean-Jacques Panunzi (UMP)    |       |         |

Els dos consellers nacionalistes elegits a les eleccions cantonals franceses de 2011 són Paul-Joseph Caitucoli, pel cantó de Petreto-Bicchisano i Jean-Christophe Angelini pel Cantó de Porto-Vecchio. Ambdós formen part de la coalició Femu a Corsica amb Corsica Libera, impulsada pel Partit de la Nació Corsa.

## Pressupost
El Consell general de Còrsega del Sud el 2008 tenia un pressupost de 241 milions d'euros.